# 筒井萌子
筒井 萌子（つつい もえこ、1992年4月24日 - ）は、日本の女優、モデル。岡山県玉野市出身。IRVING所属。

## 人物
岡山県玉野市出身。血液型A型。身長165cm。

## 概要
2011年4月、神戸親和女子大学へ進学。 2015年神戸親和女子大学発達教育学部児童教育学科を卒業。同時に、幼稚園教諭一種免許状・保育士資格を取得。
2022年10月2日に、第一子となる女児の出産を公表した。

## 出演

### テレビドラマ
- 土曜ワイド劇場『私は代行屋4事件推理請負人』（2015年、朝日放送） - もえ 役
- 最高のオヤコ（2016年、毎日放送）
- ダメな私に恋してください（2016年、TBS）
- 警視庁ゼロ係～生活安全なんでも相談室～　5話（2016年、テレビ東京） - 利根川仁美 役
- 警視庁・捜査一課長（2016年、テレビ朝日）-小杉奈々 役
- Doctor-X外科医・大門未知子（2016年、テレビ朝日） - 板橋ほのか 役
- ラブホの上野さん　2話（2017年、フジテレビ）
- あなたのことはそれほど　2話・7話（2017年、TBS） - 細川愛 役
- 人は見た目が100パーセント　5話（2017年、フジテレビ）
- 下北沢ダイハード　11話（2017、テレビ東京）
- きみが心に棲みついた　2話（2018年、TBS）
- 私って、性格悪いんです。（2018年、BS-TBS） - 石井たえ 役
- 刑事7人 Season6（2020年） ‐ 山岡秘書

### 映画
- パンク侍斬られて候（2018年6月30日、東映）

### CM
- JA全農いわて「恋するおコメ」（2015年 - ）
- パナソニック「メガホンヤク」（2017年-）
- Meiji「R-1」（2017年-）
- オカモト「脱げないココピタ」（2018年-）
- セカンドストリート（2018年-）
- ほっかほっか亭（2018年-）

### テレビ
- Voice21映画宣伝（2010年）
- DRESSオンライン（2012年）
- ジョブチューン（2015年、TBS）
- コピンクス！（2015年、静岡朝日テレビ）
- 平岸我楽多団（2016、HTB）
- コピンクス！（2016年、静岡朝日テレビ）
- ありえへん∞世界（2016年、テレビ東京）
- Innovative Tomorrow VRが変えるあの業界の未来！（2018年）
- 女優と観る！真夜中の映画祭(2018年、Abematv)
- 部長に負けるな（2018年、中国放送）
- そんなコト考えた事なかったクイズ!トリニクって何の肉!?（2018年8月28日、朝日放送テレビ）

### 舞台
- BACK ATTACKERS#7 (2016年、中目黒ウッディーシアター)-沙羅 役
- ガールズキャラバン旗揚げ公演「東京モガ」（2018年、テアトルBONBON）-岡村澄子 役

### MV
- イ・ホンギ（from FTISLAND）「モノローグ」（2015年）
- SILENT SIREN「天下一品のテーマ」（2018年）

### 広告
- 富士急ハイランド「絶凶・戦慄迷宮」（2015年）
- HIS/オリオンツアー（沖縄・南部/石垣島）

### ファッションショー
- AREA　SUPER　PRESENTION（2011年）
- JHCA　15block hair collection（2012年）
- JHCAヘアーショー（2013年）
- カームサイド奈良ウエディング（2013年）
- 神戸コレクション2013 S/S（2013年）
- 東京ランウェイ2013 S/S（2013年）
- 神戸コレクション2013 A/W（2013年）
- 東京ランウェイ2013 S/S（2013年）
- ONE　LIFE　MODEL　AUDITION（2013年）
- 地下鉄コレクション（2013年）
- 京都和装ショー（2013年）
- 関西コレクション2014S/S（2014年）
- TOHOKU　DREAM　COLLECTION　ゲストモデル（2015年）
- ミスブライダルモデルグランプリ（2015年）
- スタースカウト総選挙　ゲストモデル（2016年）

### スチール
- 岡山美少女図鑑表紙（2010年）
- 京呉服　好一（2010年）
- Zenbi　ブライダル冊子（2013年）
- Moderobe専属モデル（2013年）
- おしゃれウォーカー専属モデル（2013年ー2015年）
- CanCam(2013年2月)
- CanCam（2014年2月）
- ニッセンワンルームスタイル（2015年）
- JA全農いわてイメージモデル（2015年）
- SAPPORO FREE PAPER GET'S表紙（2015年）

## 受賞歴
2015年
- ミスブライダルモデルグランプリ(審査員特別最優秀賞、投票賞、動画投稿審査員賞)
- 全国おにぎり笑顔美人コンテスト グランプリ
- ONE　LIFE　MODEL　AUDITIONファイナリスト